# Itterbeck
Itterbeck est une commune allemande de l'arrondissement du Comté de Bentheim, Land de Basse-Saxe.

## Géographie
Le territoire est caractérisé par des paysages de forêt et de lande ainsi que par la culture de la tourbière. Cette lande est classée réserve naturelle, ainsi que l'"Egger Riese", un bloc erratique. Il est traversé par l'Itter, un ruisseau, à qui il doit son nom.
Située le long de la frontière avec les Pays-Bas, la commune est composée de sept quartiers : Itterbeck, Egge, Itterbeckermoor, Kleine Striepe, Balderhaarmoor, Itterbeckerdoose, Ratzel.
| Wielen       | Wielen    | Wilsum |
| Hardenberg   | Itterbeck | Uelsen |
| Kloosterhaar | Tubbergen | Getelo |

## Histoire
Le village d'Itterbeck est fondé en 1254. En 2004, la commune a fêté l'anniversaire des 750 ans de son existence.

## Source, notes et références
- (de) Cet article est partiellement ou en totalité issu de l’article de Wikipédia en allemand intitulé « Itterbeck » (voir la liste des auteurs).